# Американська народна рада угро-русинів
Американська Руська Народна Рада (АРНР) — організація карпаторусинських емігрантів у США, вихідців із Підкарпатської Русі, або по іншому Угорської Русі. Заснована 23 липня 1918 шляхом об'єднання у місті Гоумстеді в штаті Пенсільванії двох організацій русинської діаспори: «З'єднання греко-католицького руського братства» і «Зборів греко-католицького руського церковного братства». Очолив АРНР Микола Чопей, секретарем призначено Юлія Гардоша.
Інші назви Ради, як представницького органу русинів: «Рада Американських Русинів» або «Народна рада Русинів Злучених Держав» (Гомстед, 23 липня 1918 р.)

## Історія створення
У результаті Першої світової війни 3 листопада 1918р. Австро-Угорщина капітулювала перед силами Антанти. У зв'язку зі створенням національних слов'янських держав, постало питання приналежності Закарпаття, яке на той момент належало до угорської частини Австро-Угорщини. Серед місцевих політиків популярності набрало дві концепції подальшого розвитку: автономія у складі Угорщини або возз'єднання з Україною, концепція входження території до Чехословаччини майже не розглядалася.
Вперше ідея чехословацького Закарпаття була запропонована за кордоном, на американському континенті русинами. Чехословаччина та особисто Томаш Гарріг Масарик не розглядали всю цю територію як частину своєї держави, лише невеликий шматок майбутньої Підкарпатської Русі за національною ознакою  Масарик вважав територіює своєї держави. Інші ж землі вони вважали сферою інтересів Росії, що було виражено у меморандумі від травня 1915 року. Впродовж всього 1918 р. американські русини намагались вирішити долю Закарпаття, хоча б на теоретичному рівні, увесь цей час вони дискутували над майбутньою долею цих земель.

## Діяльність Ради
За своєю суттю АРНР — страхова організація емігрантів. Проте, як й інші організації закарпатської діаспори, від часу свого створення активно виражала і свою політичну позицію, особливо щодо визначення державно-правового статусу Закарпатської України після Першої світової війни. Політичну платформу сформульовано в меморандумі АРНР, складеному адвокатом Г. Жатковичем спеціально для вручення президенту США Т. В. Вільсону 21 жовтня 1918 р. Відповідно до меморандуму ставилася вимога, щоб «угро-руський народ визнали окремим і, якщо це буде можливо, цілком незалежним народом». Інакше допускалось об'єднання з одним із сусідніх слов'янських народів на правах автономії. Якщо ж угорські кордони не будуть змінені, то буде висунуто третій варіант — певна автономія у складі Угорщини.
Вимоги меморандуму
- Отримати національну незалежну державу угорських русинів;
- Якщо ні, то з'єднатись із русинами в Галичині і Буковині та утворити спільну державу;
- Отримати автономію у складі Угорщини.

Перші два пункти Вудро Вільсон відкинув відразу, зазначивши, що це неможливо. Щодо третього варіанту, було зазначено реальність його втілення у життя, проте автономія передбачалась не у складі Угорщини, а у межах будь-якої іншої слов'янської держави.
Рада була готова до такого розвитку подій. Григорій Жаткович розпочав вести перемовини із Т. Г. Масариком щодо можливості входження Закарпаття до складу Чехословаччини. Останній зазначає, що цей варіант розвитку подій, навіть на низку можливих майбутніх проблем, буде найкращим для Закарпаття та русинів. Результатом перемовин стало прийнятта рішення щодо входження Закарпаття до складу Чехословаччини, яка є федеративною державою, на правах широкої автономії. І вже 12 листопада 1918 року АРНР на засіданні у Скрентоні проголошує входження Закарпаття до складу Чехословаччини. Зокрема у резолюції було зазначено:
Чтобы угро-русины съ найширшими самостоятельными правами якъ держава (штат) на федеративной (союзной) основе приключилися къ Чехословенской демократической Республики, съ тымъ условіемъ, что до нашей краины должны пренадлежати всъ оригинально (съ начала) русски жупы: Спишъ, Шаришъ, Земплинъ, Абауй, Гемеръ, Боршодъ, Ужъ, Берегъ, Угоча и Мараморошъ
Після прийняття Радою рішення серед американських русинів був проведений плебісцит, метою якого було виявлення їх ставлення до вирішення питання про статус Закарпаття.

## Плебісцит
26 жовтня 1918 АРНР вступила до «Центральноєвропейської демократичної унії» — союзу представників емігрантських осередків народів Центральної Європи на американському континенті. 12 листопада 1918 АРНР на своєму з'їзді у Скрентоні штату Пенсильванія висловилася за приєднання Закарпаття до щойно створеної Чехословаччини.
Ще у липні 1918 р. на з'їзді представницького органу — «Ради Американських Русинів» (Народна рада Русинів Злучених Держав, Гомстед, 23 липня 1918 р.), була висловлена думка у разі неможливості здобуття політичної незалежності Закарпаттю (або автономії), прагнути до об'єднання з Галичиною та Буковиною в одній державі. Однак, коли ці вимоги у жовтні 1918 р. були доведені до президента В.Вільсона, то з його боку вони були розцінені як непрактичні. Ним же українське представництво в США було підштовхнуто до вступу до «Середньоєвропейського демократичного союзу», головою якого був Т.Масарик. Під безпосереднім впливом чесько-словацького політичного союзу, політика українсько-чеського зближення, проголошена на з'їзді американської Ради в Скрентоні (12 листопада 1918 р.) призвела до наступної події — листопадового плебісциту української громади США, який пройшов під гаслом «Угро-руська країна буде незалежною державою в етнографічних кордонах у федерації з Чеською республікою».

### Результати плебісциту
Скрентонське рішення попереджував плебісцит, у якому взяли участь 1113 делегатів, у всіх карпато-руських парохіях США з результатом: 67 % за Чехо-Словаччину, 28 % за Україну, 5 % інше (Угорщина, Галичина, Росія, самостійність). Рішення АРНР затвердила в травні 1919 Центральна Руська Народна Рада в Ужгороді. АРНР існувала далі і не раз виступала з протестами проти нездійснення автономії Підкарпатської Руси урядом ЧСР (1920, 1922). 
| Результати плебісциту | Результати плебісциту          | Результати плебісциту | Результати плебісциту |
| №                     | Країна                         | К-ть голосів          | Відсоток              |
| --------------------- | ------------------------------ | --------------------- | --------------------- |
| 1                     | Об'єднатись із Чехословаччиною | 732                   | 66,42%                |
| 2                     | Об'єднатись із Україною        | 320                   | 28,13%                |
| 3                     | Самостійна держава             | 27                    | 2,43%                 |
| 4                     | За об'єднання русинів          | 13                    | 1,18%                 |
| 5                     | Об'єднатись із Росією          | 10                    | < 1%                  |
| 6                     | Залишитись у складі Угорщини   | 9                     | < 1%                  |
| 7                     | Об'єднатись із Галичиною       | 1                     | < 1%                  |

Отже, результатом плебісциту стало остаточне прийняття рішення про приєднання територій населених русинами до Чехословаччини. Русинські землі Угорщини були приєднанні до Закарпаття, яке у складі держави отримало широку автономію, очолювалось губернатором, мало свій сойм, адміністрацію та суди. Чехословаччині був вигідний такий розвиток подій, оскільки тепер вона могла претендувати на статус однієї із домінантних центральноєвропейських держав.

## Список використаних джерел
- Kolar Frantisek. Podkapatska Rus na Parizske mirove konferenci // Cesko-Slovenska historicka rocenka. — 1997. — C. 61-71
- Svorc Peter. Zrod republiky.(Dobove dokumenty, spomienky a stanoviska 1914-1918).-Kosice 1991.
- Камінський Й. Наша автономія (самоуправа) // Руський землъдльский календарь на год 1922. — 1922. — С. 71